# Resposta Histórica

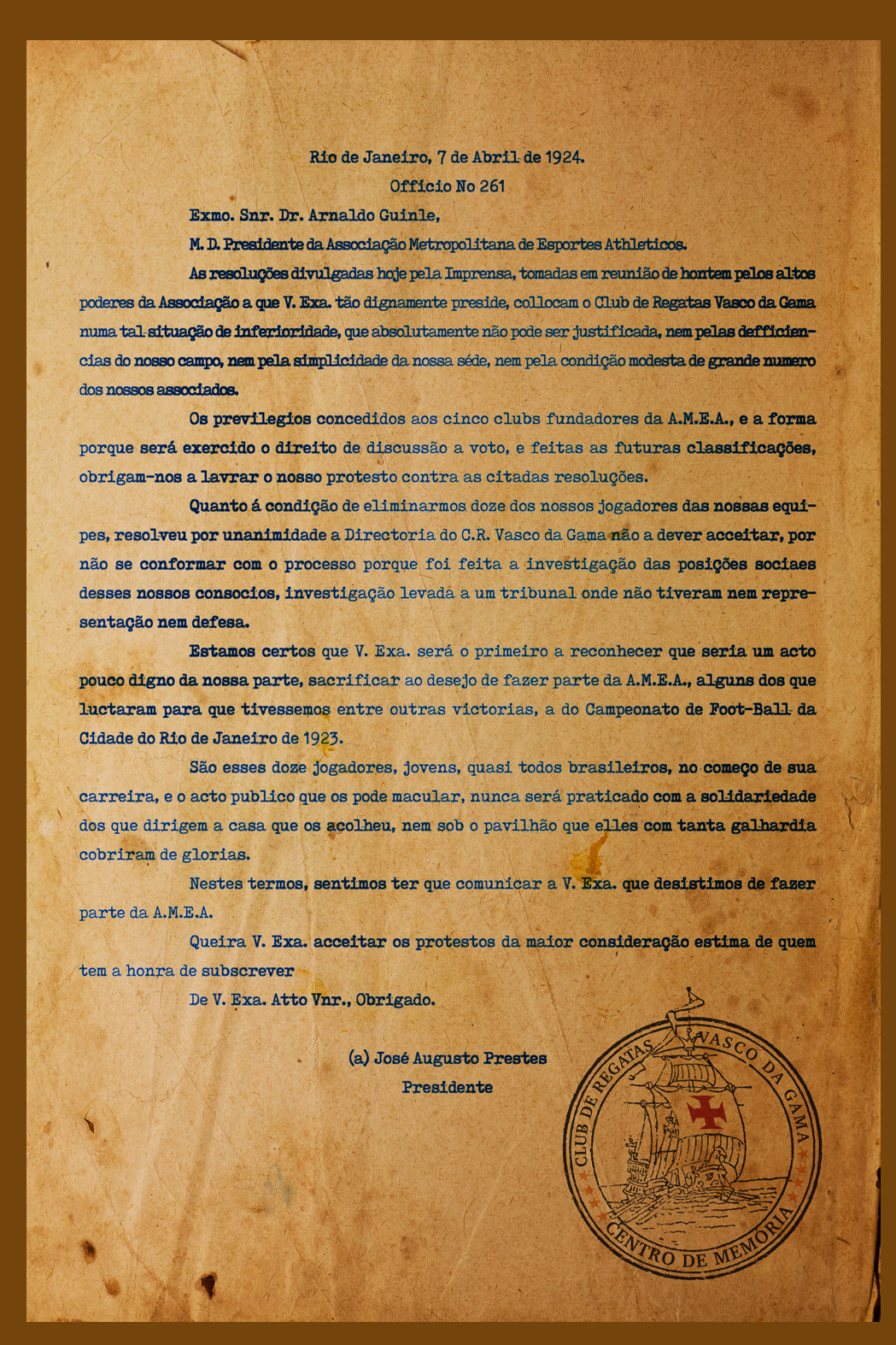
Resposta Histórica

A Resposta Histórica é uma carta enviada em 07 de abril de 1924 (101 anos) por José Augusto Prestes, então presidente do Club de Regatas Vasco da Gama, para a Associação Metropolitana de Esportes Athleticos. Nela, Prestes declara que o clube não iria desfiliar seus doze atletas negros, operários e analfabetos, abrindo mão assim de sua inscrição na AMEA. A desfiliação foi uma condição estabelecida pela associação para a admissão e subsequente participação do Vasco nos campeonatos organizados pela AMEA.
No ano anterior, o Vasco da Gama havia conquistado de forma inconteste o Campeonato Carioca de 1923, vencendo 12 das 14 partidas (89,3% de aproveitamento). Em seu primeiro ano na elite carioca, a equipe cruzmaltina foi campeã com um elenco racialmente diverso, conhecido por Camisas Negras, sendo muitos jogadores negros e pardos, quase todos de origens suburbanas. À época, o futebol era tido como um esporte das elites.
Hoje, a carta e a posição assumidas pelo Vasco são tidas como um marco na luta contra o racismo no Brasil e no futebol.

## Contexto
A história da introdução do futebol no Brasil e no Rio de Janeiro, no final do século XIX e no início do século XX, é marcada por uma divisão racial e socioeconômica. Haviam pioneiros que eram abastados e traziam o jogo de suas viagens pela Europa, como Oscar Cox; e outros eram marinheiros europeus. A própria ideia de que o esporte teria sido introduzido e ensinado por Charles Miller é tida hoje como contestável a partir dessa visão de disputa racial e econômica. É importante frisar que a introdução do esporte ocorreu poucos anos após a Abolição da escravatura no Brasil e que, naturalmente, haveriam reflexos disso em toda a sociedade.
Até os anos de 1920, o esporte era considerado de elite e ligado a um ideário de modernidade europeia. O futebol carioca à época era dominado por times da Zona Sul da capital, notoriamente mais abastada, e era profundamente racista. Negros, pobres e analfabetos não eram bem-vindos no futebol profissionalizado, o que causava uma grande diferença técnica e de condição física em favor dos jogadores vindos das elites, que não precisavam se dedicar ao trabalho assalariado.
Apesar de outros clubes terem negros e pobres em seus planteis, o Vasco foi o primeiro a profissionalizar seus atletas com essas origens e o primeiro de um bairro pobre a ser campeão. A ascensão meteórica em 1922 e o título de 1923 vieram como um choque para os clubes da elite carioca, que até então não tinham tido sua hegemonia ameaçada. O escrete, que veio a ser conhecido como "Camisas Negras", era composto por operários, faxineiros, choferes e pintores, doze dos quais eram negros ou pardos.
A forma encontrada pelos clubes da elite para se defender foi criando a AMEA e exigindo do Vasco a exclusão de jogadores que "não se encaixavam na conduta esportiva requerida pelo campeonato", além de alegar a falta de um estádio, que seria construído quatro anos depois. Frente a isso, o então presidente do clube José Augusto Prestes enviou a carta endereçada à nova associação. 

## A Carta
Rio de Janeiro, 7 de Abril de 1924.
Officio No 261
Exmo. Snr. Dr. Arnaldo Guinle, M. D. Presidente da Associação Metropolitana de Esportes Athleticos.
As resoluções divulgadas hoje pela Imprensa, tomadas em reunião de hontem pelos altos poderes da Associação a que V. Exa. tão dignamente preside, collocam o Club de Regatas Vasco da Gama numa tal situação de inferioridade, que absolutamente não pode ser justificada, nem pelas defficiencias do nosso campo, nem pela simplicidade da nossa séde, nem pela condição modesta de grande numero dos nossos associados.
Os privilégios concedidos aos cinco clubs fundadores da A.M.E.A., e a forma porque será exercido o direito de discussão a voto, e feitas as futuras classificações, obrigam-nos a lavrar o nosso protesto contra as citadas resoluções.
Quanto á condição de eliminarmos doze dos nossos jogadores das nossas equipes, resolveu por unanimidade a Directoria do C.R. Vasco da Gama não a dever acceitar, por não se conformar com o processo porque foi feita a investigação das posições sociaes desses nossos consocios, investigação levada a um tribunal onde não tiveram nem representação nem defesa.
Estamos certos que V. Exa. será o primeiro a reconhecer que seria um acto pouco digno da nossa parte, sacrificar ao desejo de fazer parte da A.M.E.A., alguns dos que luctaram para que tivessemos entre outras victorias, a do Campeonato de Foot-Ball da Cidade do Rio de Janeiro de 1923.
São esses doze jogadores, jovens, quasi todos brasileiros, no começo de sua carreira, e o acto publico que os pode macular, nunca será praticado com a solidariedade dos que dirigem a casa que os acolheu, nem sob o pavilhão que elles com tanta galhardia cobriram de glorias.
Nestes termos, sentimos ter que comunicar a V. Exa. que desistimos de fazer parte da A.M.E.A.
Queira V. Exa. acceitar os protestos da maior consideração estima de quem tem a honra de subscrever
De V. Exa. Atto Vnr., Obrigado.
José Augusto Prestes
Presidente